# Giovanni Cena
Giovanni Cena (Montanaro, 12 gennaio 1870 – Roma, 7 dicembre 1917) è stato un poeta e scrittore italiano.

## Biografia

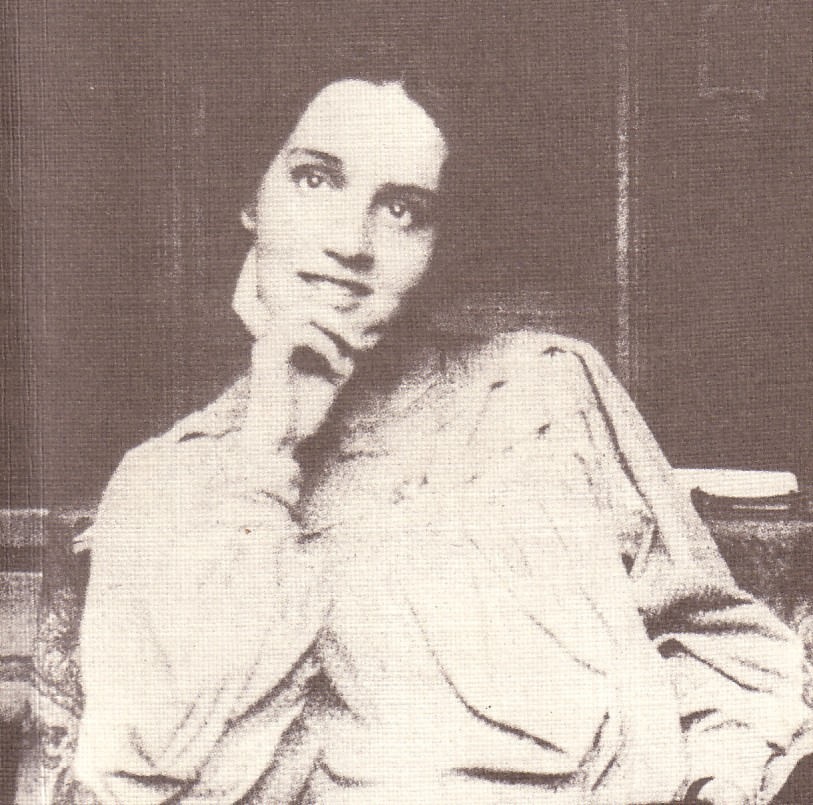
Sibilla Aleramo

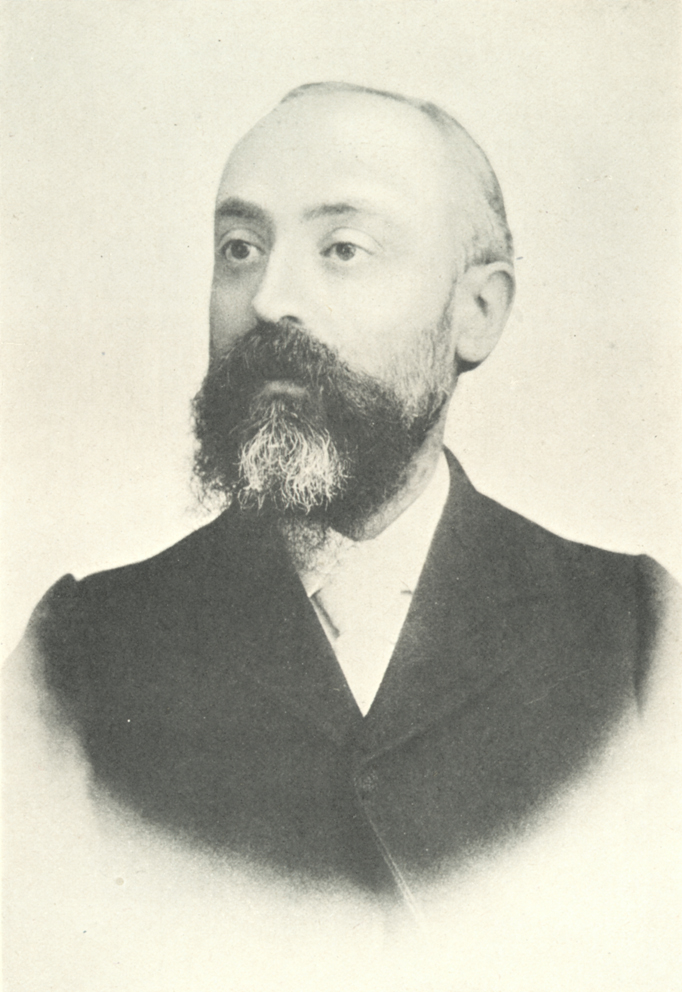
Angelo Celli

Nato nella poverissima e numerosa famiglia di Giovanni Cena, un tessitore, e Maddalena Bietta, agricoltrice, poté studiare dal 1881 a Torino e poi nel Seminario di Ivrea dal 1886, dal quale fu espulso tre anni dopo per aver detenuto libri non consentiti.
Riuscì a proseguire gli studi nell'Università di Torino, allievo di Arturo Graf; nel 1902 fu assunto a Roma - dove per alcuni anni ebbe una relazione con la scrittrice Sibilla Aleramo - come capo redattore della prestigiosa rivista «Nuova Antologia», e si dedicò a una intensa opera di assistenza e promozione sociale verso le popolazioni della campagna romana. 
Nel 1904 nacque il sodalizio con il dottor Angelo Celli, il fondatore della "Società per gli studi contro la malaria". Da quel momento in poi, Giovanni Cena iniziò a battersi per il risanamento e l'alfabetizzazione dell'Agro Romano e delle paludi pontine, insieme ad un piccolo gruppo di studiosi fra cui Angelo Celli, Anna Fraentzel Celli, Alessandro Marcucci e, in modo discontinuo, Sibilla Aleramo.
Giovanni Cena testimonia la triste visione della vita nelle paludi in alcuni articoli, da lui redatti, nel volume “Come vive il campagnolo dell'Agro Romano”. 
Iniziò ad aprire scuole in capanne, chiese abbandonate, granai, vagoni ferroviari in disuso, ma ben presto incontrò l'ostilità dei latifondisti romani, i quali iniziarono ad impedire ai maestri l'accesso alle loro proprietà. Alcuni di loro fecero sloggiare le scuole, consci del fatto che l'alfabetizzazione avrebbe ridotto progressivamente la loro capacità di soggiogare il popolo.
La diffusione della cultura, comunque, proseguì, grazie anche ai fondi stanziati dal Comune e dalla Provincia di Roma e all'appoggio della duchessa Caetani, che nel 1913 mise a disposizione di Giovanni Cena un locale per organizzarvi la prima vera scuola dell'Agro Pontino.
In questa zona le scuole erano organizzate in funzione delle esigenze della popolazione, delle loro abitudini, dell'età e condizioni degli scolari; avevano inoltre programmi e calendari particolari: prima dei grandi lavori del fieno del frumento, chiudevano. Il programma di Giovanni Cena era moderno e rivoluzionario: andare tra la gente, cercare e non attendere gli alunni.
Le scuole dell'Agro nacquero sicuramente dalla passione civile e culturale del piccolo gruppo che gravitava attorno ad Angelo Celli, apostolo e maestro. Tuttavia è difficile pensare al loro funzionamento e al loro sviluppo senza la figura determinante di Giovanni Cena. Eppure, sulle scuole dell'Agro Pontino egli divise sempre il merito con i suoi colleghi.
Il 17 maggio 1915, una settimana prima dell'entrata in guerra dell'Italia, Giovanni Cena entrò a far parte del "Comitato di preparazione civile". Percorse l'Agro Pontino e le paludi e andò spesso in Abruzzo, testimone del dramma del terremoto di Avezzano. Lì creò asili e rafforzò il suo legame con la popolazione, aiutando la povera gente a rivendicare i propri diritti.
Nell'estate del 1915 è al fronte per la sua rivista: ottiene di stare qualche settimana in trincea per capire fino in fondo cos'è la guerra; negli ospedali di Roma organizza la scuola per i feriti analfabeti e fonda e dirige “Il Piccolissimo”, un giornalino di propaganda per gli alunni e i loro parenti.
Morì di polmonite a Roma nel 1917.
Nel 1921 fu eretta la scuola in muratura a Casal delle Palme (Latina) in onore di Giovanni Cena, “poeta del cuore, buon cittadino della patria, amico fervente della scuola e dei lavoratori dell'Agro Romano”. 
Il Comune di Torino gli ha intitolato una via in zona Rebaudengo.
Oltre alle poesie, di lui resta soprattutto il romanzo sociale Gli ammonitori, uscito inizialmente nel 1903 nella rivista Nuova antologia di lettere, scienze ed arti. Tutte le sue opere, raccolte in cinque volumi, furono pubblicate a Torino nel 1928-1929.

## Opere
- In umbra. Versi, Torino, Renzo Streglio, 1899.
- Madre, seconda edizione, Torino, Renzo Streglio, 1900.
- Gli ammonitori. Romanzo, Roma, Nuova antologia, Serie 4 v. 106, 1903. Nuova ed. Torino, Einaudi, 1976.
- Homo, Roma, Nuova antologia, [dopo il 1905].

### Raccolte
- Poesie, Ed. completa, Firenze, Bemporard, 1922.
- Opere complete di Giovanni Cena, Torino, L'impronta, 1928-1929. Comprende:

1. Poesie. Madre, In umbra, Nubi e sogni, Homo, Liriche inedite, Versioni, 1928
2. Gli ammonitori. Romanzo, 1928
3. Pensieri e frammenti inediti, 1928
4. Saggi critici, 1929
5. Lettere scelte, 1929
- Opere, Roma, Silva, 1968-1971. Comprende:

1. Poesie e prose, a cura di Giorgio De Rienzo, 1968
2. Prose critiche, a cura di Giorgio De Rienzo, 1968
3. Lettere e taccuini, 1971